# 日本ゴム工業会
一般社団法人日本ゴム工業会（にほんゴムこうぎょうかい、英文名称The Japan Rubber Manufacturers Association.、略称JRMA）は、日本のゴム産業の発展を目的とし、ゴム産業に携わる法人のみを会員とする業界団体である。

## 概要
- 本部 - 〒107-0051 東京都港区元赤坂1-5-26 東部ビル2F
- 会長 - 清水 隆史（TOYO TIRE株式会社 代表取締役社長＆CEO）
- 設立 - 1950年7月20日
  - 2014年4月1日　一般社団法人として登記

## 活動内容
- ゴム産業に関する生産、流通、消費等の調査・研究及び情報の提供
- ゴム産業に関する技術、労働、環境・安全、標準化等に係る諸問題の調査・研究並び に対策の企画及びその推進
- ゴム産業に関する研修会、セミナー等の開催
- ゴム産業に関する内外関係機関等との交流及び協力
- ゴム産業に関する優れた業績、安全等に対する表彰